# Dan Dailey
Daniel James Dailey Jr. (Nueva York, 14 de diciembre de 1915 - Los Ángeles, 16 de octubre de 1978) fue un actor y bailarín estadounidense.

## Biografía
Actuó de joven en espectáculos de variedades y vodeviles antes de su debut en Broadway en 1937 con Babes in Arms. En 1940 firmó un contrato con la Metro Goldwyn Mayer para trabajar en varias películas y, a pesar de que su carrera anterior se había desarrollado en los musicales, hizo el papel de nazi en La hora fatal. Sin embargo, en la Metro pronto se dieron cuenta del error y le proporcionaron papeles en una serie de películas musicales.
Sirvió en el Ejército de los Estados Unidos durante la Segunda Guerra Mundial, tras la cual regresó a seguir interpretando musicales. Dailey fue el coprotagonista favorito y habitual de Betty Grable desde Mother Wore Tights (Siempre en tus brazos). Gracias a su interpretación en la película When my baby smiles at me en 1948 consiguió una nominación al Óscar al mejor actor. En 1950 protagonizó A ticket to Tomahawk, película recordada por una de las primeras apariciones en la pantalla de Marilyn Monroe, en un pequeño papel como bailarina de salón. En 1953 Dailey protagonizó Meet me at the Fair. Uno de sus mejores papeles fue en There's no business like show business (1954), con música de Irving Berlin y protagonizada también por Ethel Merman, Marilyn Monroe, Donald O'Connor y Johnnie Ray.
Con la decadencia del género musical a partir de mediados de la década de 1960, cambió de registro, interpretando varios papeles cómicos y dramáticos, incluso en televisión con la serie The Gobernor & J.J. y en la película de misterio Faraday & Company para la NBC. 
Su hermana era la actriz Irene Dailey. En 1942 se casó con Elisabeth Hofert, su segunda esposa y la única que le dio un hijo, Dan Jr. que nació en 1947 y se suicidó en 1975. Dailey se rompió la cadera en 1977 y desarrolló anemia. Falleció el 16 de octubre de 1978 en Los Ángeles, California por complicaciones tras una cirugía de reemplazo de la prótesis de cadera. Está enterrado en el Forest Lawn Memorial Park en Glendale, California.

## Premios y distinciones
Premios Óscar
| Año  | Categoría   | Película                  | Resultado |
| ---- | ----------- | ------------------------- | --------- |
| 1949 | Mejor actor | When My Baby Smiles at Me | Nominado  |